# Eternal Pyre
Eternal Pyre es un EP de la banda estadounidense de thrash metal Slayer, lanzado el 6 de junio de 2006, (06/06/06) a través de American Recordings. Se editaron cinco mil copias sólo disponibles en las tiendas de Hot Topic.

## Concepto
El álbum Christ Illusion estaba pensado para ser lanzado el 6 de junio de 2006. El guitarrista de Slayer Kerry King dijo que esta idea se desechó ya que muchas bandas tenían la misma idea y pensó que sería "jodidamente poco convincente", aunque USA Today dijo que la fecha del lanzamiento se había retrasado porque la banda no había contratado suficiente tiempo en el estudio. En su lugar se lanzó Eternal Pyre, una previsualización del esperado álbum. El EP contiene la pista "Cult", una actuación en directo de "War Ensemble" grabada en Alemania y cuatro minutos de metraje de la banda en el estudio en formato QuickTime. "Cult" también estuvo disponible para su escucha en la página web de la banda y en iTunes el mismo día.
Se editaron cinco mil copias exclusivamente a través de la cadena de tiendas Hot Topic en los Estados Unidos y, más tarde, el 23 de junio, en Alemania, Finlandia y Suecia. Nuclear Blast lanzó una versión limitada a mil copias en disco de vinilo de 7" el 30 de junio. "Cult" fue compuesta por King y trata sobre su percepción de que Estados Unidos es el mayor culto del mundo, puntualizando en los errores en la religión.

## Recepción
A pesar de su limitado número de copias, Eternal Pyre debutó en el puesto número 48 de las listas suecas, y en el número dos de la finesa.
The Pitch criticó el precio del EP (5.99 dólares) diciendo que en comparación iTunes es un robo. La música fue descrita como normal diciendo que la canción iba "cambiando de lento a algo rápido y furioso" cuando los guitarristas King y Jeff Hanneman "hacen riffs como si convocaran una tormenta de rayos, truenos y sangre humana".

## Lista de canciones
| N.º | Título | Escritor(es) | Duración |  |
| 1.  | «Cult» | Kerry King   | 4:40     |  |

| Contenido en video |                                                          |          |  |
| N.º                | Título                                                   | Duración |  |
| 2.                 | «War Ensemble» (en directo desde Alemania)               |          |  |
| 3.                 | «Slayer» (En el estudio de grabación, tras las escenas.) |          |  |

## Integrantes
- Tom Araya - voz, bajo
- Jeff Hanneman - guitarra
- Kerry King - guitarra
- Dave Lombardo - batería